# Cerodontha andensis
Cerodontha andensis este o specie de muște din genul Cerodontha, familia Agromyzidae, descrisă de Spencer în anul 1963.
Este endemică în Columbia. Conform Catalogue of Life specia Cerodontha andensis nu are subspecii cunoscute.